# Unica (Giuni Russo)
Unica è un album della cantante Giuni Russo pubblicato il 15 ottobre 2013 dalla Edel che contiene dodici brani (brani che fanno parte della prima fase della sua carriera ovvero anni 60 e 70), otto dei quali per la prima volta stampati su CD.
L'edizione LP dell'album, pubblicata nel 2020, raggiunge la posizione #17 della classifica FIMI.

## Tracce
1. Soli noi (C. Malgioglio - G. Russo - M.A. Sisini)
2. La chiave (C. Malgioglio - G. Russo - M.A. Sisini)
3. Mai (C. Malgioglio - G. Russo - M.A. Sisini)
4. Che mi succede adesso (C. Malgioglio - G. Russo - M.A. Sisini)
5. In trappola (C. Malgioglio - G. Russo)
6. Lui nell'anima (Would you believe) (J. Paul - C. Malgioglio)
7. I primi minuti (I say a little prayer) (Calabrese - David - Bacharac)
8. Fumo negli occhi (Smoke gets in your eyes) (Mogol - Herbach - Kern)
9. No amore (V. Pallavicini - P. Conte - Intra - Deponti)
10. Amerai (V. Pallavicini - Intra)
11. L'onda (V. Pallavicini - A. Carrisi - Deponti)
12. Lui e lei (Harris - Clarke - Beretta)